# Вержиковский, Анатолий Павлович
Анатолий Павлович Вержиковский (14 октября 1909 — 9 декабря 1974) — советский военачальник, инженер-контр-адмирал, участник Великой Отечественной войны.

## Биография
Анатолий Павлович Вержиковский родился 14 октября 1909 года в городе Бердянске (ныне — Запорожская область Украины). В 1930 году окончил вечерний рабфак, после чего поступил в Харьковский электромеханический институт. В 1933 году окончил три курса этого учебного заведения, после чего был призван на службу в Военно-морской флот СССР. В 1938 году окончил отделение службы наблюдения и связи факультета связи Военно-морской академии имени К. Е. Ворошилова. Завершив обучение, остался в академии в качестве адъюнкта.
В августе 1941 года Вержиковский был назначен начальником Шлиссельбургского участка Службы наблюдения и связи. Во время августовских и сентябрьских боёв 1941 года на подступах к Ленинграду он, рискуя собственной жизнью, под постоянными вражескими обстрелами восстанавливал линии связи. Когда советские части оставили Шлиссельбург, Вержиковский сумел полностью эвакуировать все средства связи, под немецким огнём вместе со связистами грузил на транспорты всё имущество. Когда немецкие войска установили блокаду Ленинграда, он продолжал организовывать работу связи на своём участке. Много раз по глубокому снегу и бездорожью он ходил пешком на наблюдательные пункты, лично проверяя их работу. Не раз при выполнении своих обязанностей попадал под бомбардировки.
С января 1942 года Вержиковский служил в Службе наблюдения и связи Военно-морской базы Осиновец на Ладожском озере. Спустя три месяца возглавил участок этой службы. Провёл большую работу по строительству новых узлов связи. Обеспечивал связью ряд операций Ладожской военной флотилии, в том числе отражение вражеского десанта на остров Сухо. В июле 1943 года Вержиковский был назначен старшим инженером 7-го отделения отдела специальных приборов Военно-морского флота СССР. Занимался комплектованием и отправкой на флоты импортной аппаратуры, поступавшей в СССР по лендлизу. В дальнейшем возглавил 4-й отдел Управления радиолокации Военно-морского флота СССР.
После окончания войны продолжал службу в Военно-морском флоте СССР, занимал высокие военно-технические должности в центральном аппарате ВМФ. С июля 1958 года являлся членом Научно-технического комитета по военно-морской технике. В октябре 1968 года был уволен в запас. Умер 9 декабря 1974 года, похоронен на Введенском кладбище Москвы.

## Награды
- Орден Красного Знамени (3 ноября 1953 года);
- Орден Отечественной войны 2-й степени (8 июля 1945 года);
- 2 ордена Красной Звезды (17 августа 1943 года, 20 июня 1949 года);
- Медали «За боевые заслуги» (3 ноября 1944 года), «За оборону Ленинграда» и другие медали.